# Marcerust
Marcellus (en francès Marcellus) és un municipi francès situat al departament d'Òlt i Garona i a la regió de la Nova Aquitània.

## Demografia
| 1962                                       | 1968 | 1975 | 1982 | 1990 | 1999 | 2006 | 2008 |
| ------------------------------------------ | ---- | ---- | ---- | ---- | ---- | ---- | ---- |
| 593                                        | 617  | 570  | 570  | 692  | 699  | 755  | 785  |
| Des de 1962: població sense dobles comptes |      |      |      |      |      |      |      |

## Administració
| Període | Identitat   | Partit |
| ------- | ----------- | ------ |
| 1996-   | Jean Durand |        |